# Datowanie metodą optyczną
Datowanie optycznie stymulowaną luminescencją (OSL) – technika stosowana do datowania minerałów. Technika ta opiera się na zasadzie, że w niektórych minerałach, takich jak kwarc i skalenie, elektrony kryształów mogą zostać uwięzione między pasmem walencyjnym a pasmem przewodzenia po wzbudzeniu przez promieniowanie jonizujące emitowane przez radionuklidy naturalnie obecne w glebie (np. radioaktywne izotopy uranu, toru lub potasu-40) lub promieniowanie kosmiczne. Oświetlenie wzbudzonych minerałów powoduje przeniesienie uwięzionych elektronów do pasma przewodzenia, z którego wracają do pasma walencyjnego, emitując foton (luminescencja). Oświetlenie próbki w przeszłości zeruje zegar. Intensywność światła luminescencyjnego emitowanego przez próbkę jest wprost proporcjonalna do ilości uwięzionych ładunków i  może być wykorzystana do oszacowania czasu od poprzedniego oświetlenia, czyli zakopania próbki w ziemi.
Datowanie metodą Optycznie Stymulowanej Luminescencji (OSL), należy do grupy metod luminescencyjnych metod datowania bezwzględnego, stosowanych w geologii i archeologii. Jako pierwsza była opracowana metoda termoluminescencji (TL), w której pobudzanie do luminescencji wykonuje się przez podgrzanie próbki, obecnie używane są obie metody wspólnie w celu wzajemnej weryfikacji wyników.  Przewaga datowania osadów geologicznych metodą OSL nad metodą TL opiera się na wykorzystaniu tego samego czynnika – światła – które wyzerowało "zegar", do wyzwolenia luminescencji, wykorzystywanej jako miara upływu czasu. Dzięki temu, założenia metodologiczne datowania metodą OSL są bliższe naturalnym warunkom powstawania osadów geologicznych, sprzyjających wygaszaniu luminescencji przez światło dzienne w czasie transportu i depozycji osadu (w przeciwieństwie do artefaktów archeologicznych gdzie czynnikiem bliższym jest wysoka temperatura, w wyniku której następuje wypał gliny, używanej do formowania naczyń ceramicznych, kafli piecowych, cegieł, dachówek, płytek posadzkowych itp.). Ponadto, protokoły pomiarowe OSL (m.in.: pojedynczych porcji i pojedynczych ziaren) są bardziej elastyczne i mniej podatne na zaburzenia (np. zmiany czułości) niż w przypadku metody TL, przy czym prowadzone w ostatnich latach badania wykazały, iż w odniesieniu do próbek archeologicznych, użycie obydwu metod skutkuje uzyskaniem bardzo zbliżonej daty centralnej. W obu metodach do datowania wykorzystuje się sygnały powszechnie występujących minerałów, m.in. takich jak kwarc i skalenie. Zakres metody OSL sięga od kilku do kilkuset tysięcy lat, a niepewność określonego wieku mieści się w zakresie od około jednego do kilkunastu procent. Przewagi metody OSL nad TL są wykorzystywane nie tylko w datowaniu osadów geologicznych, ale również w bardziej ogólnej gałęzi nauki, jaką jest dozymetria.